# Hoenderik
Een hoenderik of haanderik is een ronde mand van wilgentenen met een hengsel, die in de Betuwe wordt gebruikt bij het oogsten van kersen.
Een hoenderik kan ongeveer vijf kilo kersen bevatten. Aan het hengsel zit een haak waarmee hij aan een tak of de ladder wordt gehangen. Op ongeveer driekwart was vroeger wel een donkere streep gevlochten die 'Jan' genoemd werd. Als de mand bijna vol was, riep de plukker "Ik ben boven Jan".